# Hof te Schilde

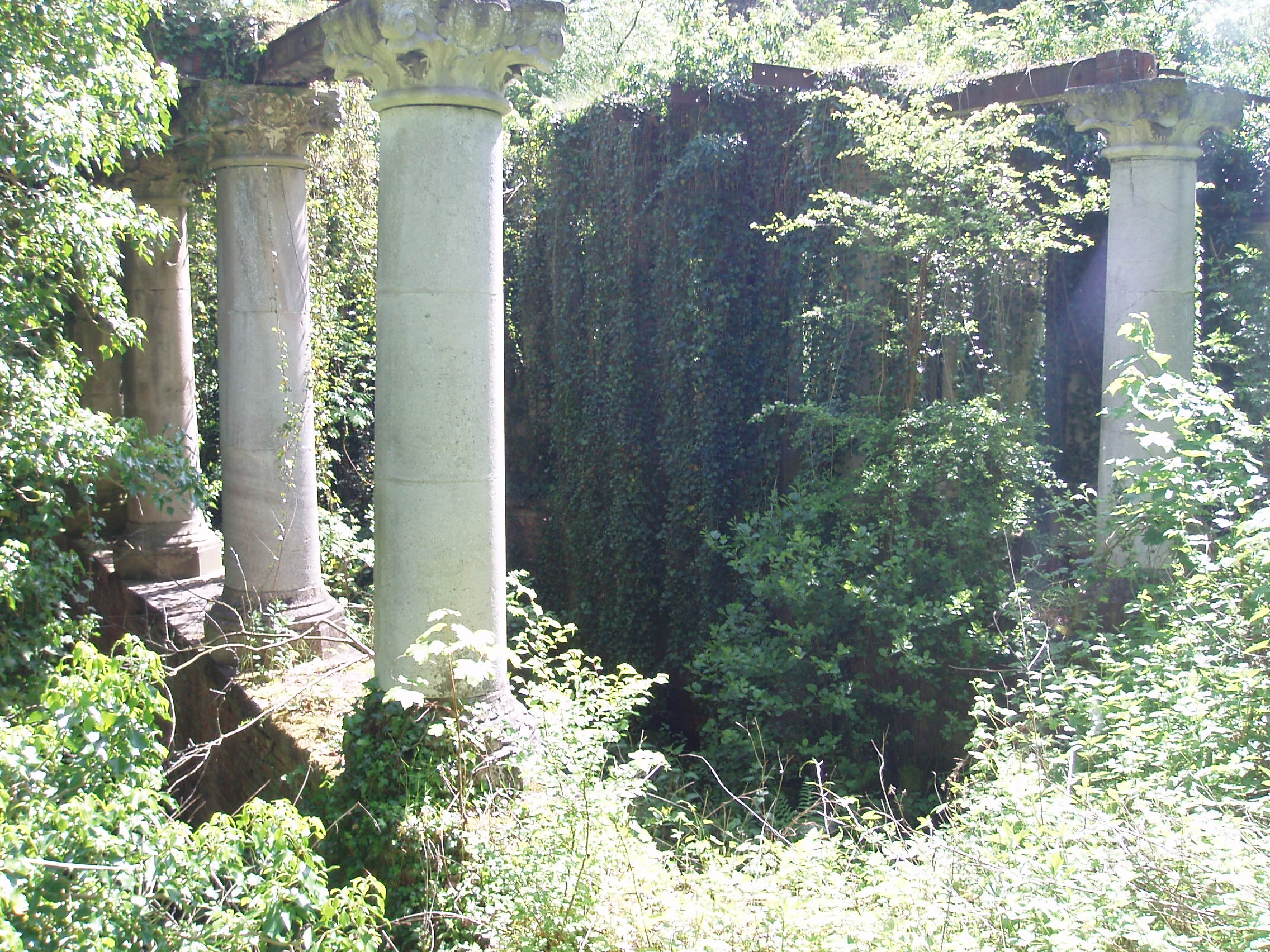
Ruïne van het badhuis

Het Hof te Schilde (ook: Hof ten Broecke) is een domein van het voormalige Hof van Schilde, gelegen in de Antwerpse plaats Schilde aan de Bellevuedreef en De Pont 45.

## Geschiedenis
Het Hof te Schilde was oorspronkelijk een omgrachte schans nabij de vallei van de Schijn. Eind 14e eeuw behoorde het aan Franco van Wijnegem. Omstreeks 1400 kwam het in bezit van de familie van Berchem. In 1554 werden het goed verbeurd verklaard. Het kwam uiteindelijk aan Willem van de Werve. Het werd toen vermeld als een omwaterd stenen huis met toren, cijnshoeve, laathof en hoeven. In 1559 verkreeg Willem ook de heerlijkheid Schilde, en daarmee werd het Hof te Schilde tot zetel van de heerlijkheid. Vermoedelijk vonden daarna verbouwingsactiviteiten plaats. Het goed bleef in bezit van de familie van de Werve tot 1722, toen het werd verkocht aan baron Paolo Jacomo de Cloots. Deze heeft het kasteel, dat in 1702-1704 werd beschadigd, aanzienlijk gewijzigd, een campagne die door zijn opvolgers tot 1756 werd voortgezet. Zo ontstond ook een lusthof met dreven, priëlen, vijvers met watervallen en fonteinen. Een Chinese toren werd gebouwd die een pompinstallatie bevatte om dit alles in beweging te zetten.
Tussen 1876 en 1891 werd een nieuw kasteel gebouwd, nog steeds in opdracht van de familie van de Werve. Het ontwerp was van Henri Parent en het geheel werd uitgevoerd in eclectische stijl. Uiteindelijk werd 500 ha van het domein verkocht aan een projectontwikkelaar, die het verkavelde tot de wijk Schilde-Bergen. In 1953 werd kasteel en park aangekocht door de gemeente, die het kasteel liet slopen.

## Domein
Wat bleef was het park en verder bleven de fundamenten van het kasteel bewaard. Het park wordt betreden via de Bellevuedreef welke een brug over de rechthoekige omgrachting bevat. Er is een ommuurde moestuin met een 18e eeuwse oranjerie. In de vijver ligt een eilandje met de ruïne van de tempel van Venus (4e kwart van de 19e eeuw). Uit dezelfde tijd is de ruïne van een badhuis. Ook vindt men er de Grote Hoeve, met een 16e eeuwse kern, die verbonden was aan het domein.
In het domein vindt men de Dodoenstuin, een reconstructie van een 16e eeuwse kruidentuin. Deze tuin werd in de jaren '80 van de 20e eeuw aangelegd.